# Erycia fasciata
Erycia fasciata är en tvåvingeart som beskrevs av Villeneuve 1924. Erycia fasciata ingår i släktet Erycia och familjen parasitflugor. Inga underarter finns listade i Catalogue of Life.